# 張登楨
張登楨（越南语：／；1812年—1843年8月16日），《進士題名碑》作張登禎，字寧甫（越南语：／），越南阮朝官員。

## 生平
張登楨是廣義省思義府平山縣平洲總美溪西社（今屬廣義省平山縣平洲社）人，嘉隆十一年（1812年）出生，張登翼長子，綏盛郡公張登桂之侄。紹治元年（1841年），他參加承天場鄉試，考中舉人。次年（1842年），會試中格，庭試考中進士，是廣義省第一位進士。
張登楨初授翰林院修撰，未及出任實職，便於紹治三年七月二十一日（1843年8月16日）病逝，享年三十二歲。